# Meena Keshwar Kamal
Meena Keshwar Kamal (Kabul, 27 febbraio 1956 – Quetta, 4 febbraio 1987) è stata un'attivista afghana impegnata nella difesa dei diritti delle donne e fondatrice del movimento femminista Associazione rivoluzionaria delle donne dell'Afghanistan (RAWA). Fu assassinata da sicari nel 1987.

## Biografia
Kamal nacque nel 1956 a Kabul in una famiglia benestante di etnia Pashtum, il gruppo etnico maggioritario in Afghanistan; il padre, architetto e funzionario governativo, fece frequentare le scuole superiori a tutti i suoi figli, incluse le 5 femmine Meena studiò alla scuola superiore femminile Malalai.
Iscrittasi all’Università di Kabul, nel 1977 fondò il movimento Associazione rivoluzionaria delle donne dell'Afghanistan (RAWA), un’organizzazione costituita con la missione di lottare per l’uguaglianza e la giustizia sociale delle donne, per i diritti fondamentali all’istruzione, alla difesa legale, alle cure mediche e per la liberazione dalla povertà e dalla violenza e ancora oggi attiva nel dare voce alle donne afghane.. Anche se l’obiettivo primario era la difesa delle donne, nel corso degli anni RAWA si è sempre opposta alle forze di invasione russe e all’occupazione talebana.
L’associazione, per la sicurezza delle sue partecipanti, era strutturata in piccoli gruppi clandestini che non si conoscevano reciprocamente per sopravvivere al regime repressivo; tra le priorità il reclutamento delle donne anche delle minoranze tagike e hazara, in opposizione alle discriminazioni etniche e tribali diffuse nel paese.

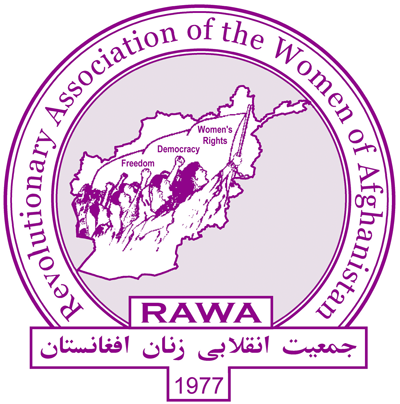
Logo dell’Associazione rivoluzionaria delle donne dell'Afghanistan - Rawa

Nonostante la Rivoluzione di Saur e le successive riforme durante la Repubblica Democratica dell'Afghanistan, Meena affermò che le modeste conquiste sociali non erano sufficienti a garantire i diritti delle donne afghane e nel 1979 organizzò campagne contro il Governo e incontri nelle scuole per mobilitare gli studenti alla difesa dei diritti delle donne e contro la povertà. Nel 1981 fondò la rivista femminista bilingue Payam-e-Zan ( Il messaggio delle donne) per promuovere la consapevolezza della necessità di opporsi al fondamentalismo talebano. La rivista denunciava le minacce e gli abusi subiti dalle donne; stampata con ciclostile, veniva anche utilizzata come testo per le lezioni di alfabetizzazione.
Alla fine del 1981, nel periodo di occupazione sovietica dell’Afghanistan, su invito del governo francese, Meena rappresentò il movimento di resistenza afghano al congresso del Partito socialista francese. La delegazione dell’Unione Sovietica al Congresso, guidata da Boris Ponamaryev, abbandonò l’aula in seguito agli applausi rivolti a Meena che aveva presentato una relazione sulle violenze inflitte dai sovietici alla popolazione afghana.
Nel marzo 1982 Meena partecipò a Milano al 19º Congresso del PSDI quale rappresentante della resistenza afghana contro l’invasione sovietica, presentando una relazione sullo stato del conflitto.
A partire dal 1982, in considerazione delle repressioni in atto in Afghanistan, Meena e la direzione di Rawa si trasferirono in Pakistan dove quasi 2 milioni di afghani avevano trovato rifugio in campi profughi. Nei campi di Quetta Meena fondò le Scuole Watan ("patria", in lingua farsi) per i bambini e le donne dei campi, offrendo loro sia un rifugio sia percorsi di istruzione e formazione professionale. Con la collaborazione di profughe allestì anche  un laboratorio di cucito e sartoria, per fornire supporto economico alle donne sole e per l'organizzazione della scuola. Meena concepiva l’alfabetizzazione e l’educazione quale unico strumento per sottrarre i giovani ai fondamentalismi. Nel momento di maggiore affluenza, la scuola accolse 500 ragazzi e 250 ragazze, in quanto nonostante la situazione di grande difficoltà era più facile convincere le famiglie a far studiare i figli maschi piuttosto che le figlie femmine.
A partire dal 1986, Meena avviò una raccolta internazionale di fondi per la costruzione di un ospedale, che sarà realizzato e inaugurato dopo la sua morte.

## Vita privata
Meena sposò nel 1978 Faiz Ahmad, medico e membro dell’Organizzazione per la Liberazione dell’Afghanistan che fu assassinato da sicari di Gulbuddin Hekmatyar il 12 novembre 1986.
Meena e Faiz hanno avuto 3 figli, da lei stessa affidati ad amiche fidate, il cui destino non è  noto.

## Assassinio
Meena fu rapita e assassinata a Quetta, Pakistan il 4 febbraio 1987.
Ci sono diverse supposizioni sulle identità degli assassini.
Apparentemente risulta coinvolto il suo interprete e guardia del corpo, Ahmed Sultan, ma si ritiene che siano stati agenti del servizio di intelligence afghano KHAD, la polizia segreta afghana o agenti del leader del fondamentalismo Gulbuddin Hekmatyar.
Nel maggio 2002, su pressione degli Stati Uniti, Ahmed Sultan e il cugino, connesso con il KHAD, sono stati impiccati con l’accusa di aver assassinato Meena. Con la loro morte si chiude la possibilità di risalire ai diretti mandanti.

## Eredità morale
Nel numero del 13 novembre 2006 della rivista Time, la figura di Meena è elencata tra i 60 eroi del mondo asiatico sottolineando che "… Sebbene avesse solo 30 anni alla sua morte, Meena aveva già diffuso i semi di un movimento per i diritti delle donne Afghane fondato sul potere della conoscenza"
L’associazione RAWA sul proprio sito dichiara che  "Meena ha dedicato 12 anni della sua breve ma intensa vita a combattere per il proprio paese e il popolo afghano.  Era mossa dalla profonda convinzione che nonostante il buio dell’ignoranza e del fondamentalismo e la corruzione e la decadenza imposti alle donne, alla fine questa metà della popolazione si sarebbe risvegliata e si sarebbe avviata sul sentiero della libertà, della democrazia e dei diritti delle donne".
Una costante citazione di Meena afferma: